# Eisten VS
| VS ist das Kürzel für den Kanton Wallis in der Schweiz. Es wird verwendet, um Verwechslungen mit anderen Einträgen des Namens Eisten zu vermeiden. |

Eisten (walliserdeutsch Eischtu) ist eine Munizipalgemeinde und eine Burgergemeinde im Bezirk Visp sowie eine Pfarrgemeinde des Dekanats Visp im deutschsprachigen Teil des Schweizer Kantons Wallis.

## Geographie
Eisten liegt am Eingang des Saastales und besteht aus 22 einzelnen Weilern, 14 davon sind über das ganze Jahr bewohnt. Im Weiler Zen Schmieden stehen das Gemeindehaus, die Pfarrkirche mit dem Pfarrhaus, die Mehrzweckhalle, das Feuerwehrlokal, die Zivilschutz- und Parkanlage. Er bildet das Zentrum der Gemeinde.

## Bevölkerung
| Bevölkerungsentwicklung | Bevölkerungsentwicklung | Bevölkerungsentwicklung | Bevölkerungsentwicklung | Bevölkerungsentwicklung | Bevölkerungsentwicklung | Bevölkerungsentwicklung | Bevölkerungsentwicklung | Bevölkerungsentwicklung | Bevölkerungsentwicklung | Bevölkerungsentwicklung | Bevölkerungsentwicklung | Bevölkerungsentwicklung |
| ----------------------- | ----------------------- | ----------------------- | ----------------------- | ----------------------- | ----------------------- | ----------------------- | ----------------------- | ----------------------- | ----------------------- | ----------------------- | ----------------------- | ----------------------- |
| Jahr                    | 1798                    | 1850                    | 1900                    | 1950                    | 1960                    | 1970                    | 2000                    | 2010                    | 2012                    | 2014                    | 2016                    | 2020                    |
| Einwohner               | 107                     | 177                     | 250                     | 400                     | 454                     | 330                     | 226                     | 219                     | 216                     | 203                     | 201                     | 188                     |

Gegen die Abwanderung und zum Erhalt junger Bewohner wurden durch die Gemeinde beim Pfarr- und Schulhaus eine Anzahl von in Bergdörfern typischerweise raren Mietwohnungen errichtet. 2018 wurde ein Wohnbauförderungsreglement eingeführt: Bis zu maximal 40'000 Franken zahlt die Gemeinde bei Renovation oder Neubau zum Eigengebrauch (Erstwohnung). 2020 wurde ein neues Mehrfamilienhaus im Weiler Eya geplant, Ende 2022 fertig gebaut. Im Gegensatz zu anderen Gebieten vollumfänglich von der Gemeinde finanziert.

## Gemeindepräsidenten
Seit den Gemeinderatswahlen von 1976:
| Amtszeit  | Name               | Partei    |
| --------- | ------------------ | --------- |
| 1977–1988 | Walter Andenmatten | CSP       |
| 1989–2016 | Bruno Andenmatten  | CSP       |
| 2017–2024 | Urban Andenmatten  | CSP       |
| 2025–     | Django Wyssen      | Die Mitte |

## Bilder

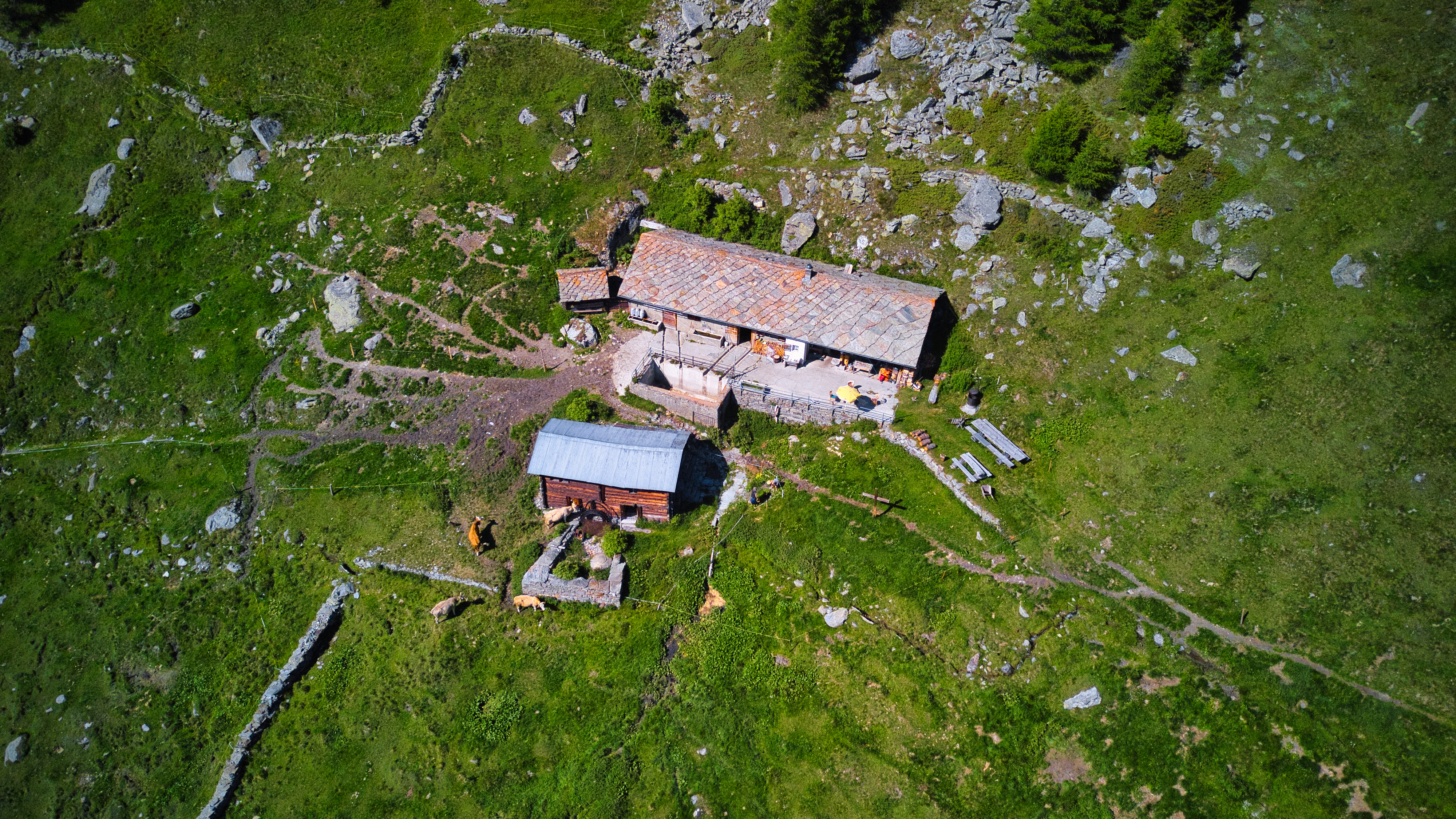
Alp Schopfine auf 2096 m (Sommer 2021)
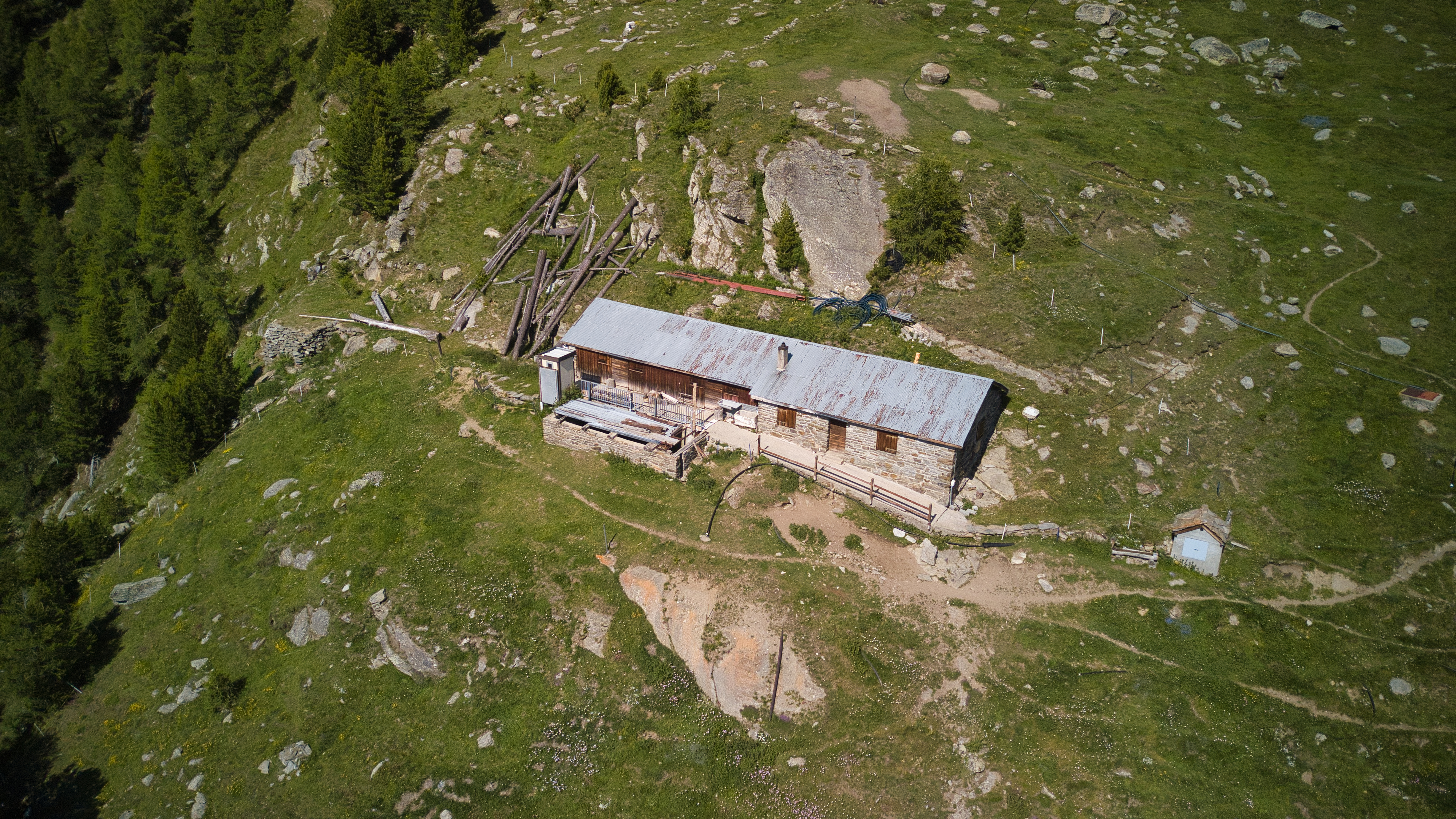
Geitji auf 2230 m (oberhalb der Alp Schopfine)
Leo Wehrli: Eisten, Saastal (1918)
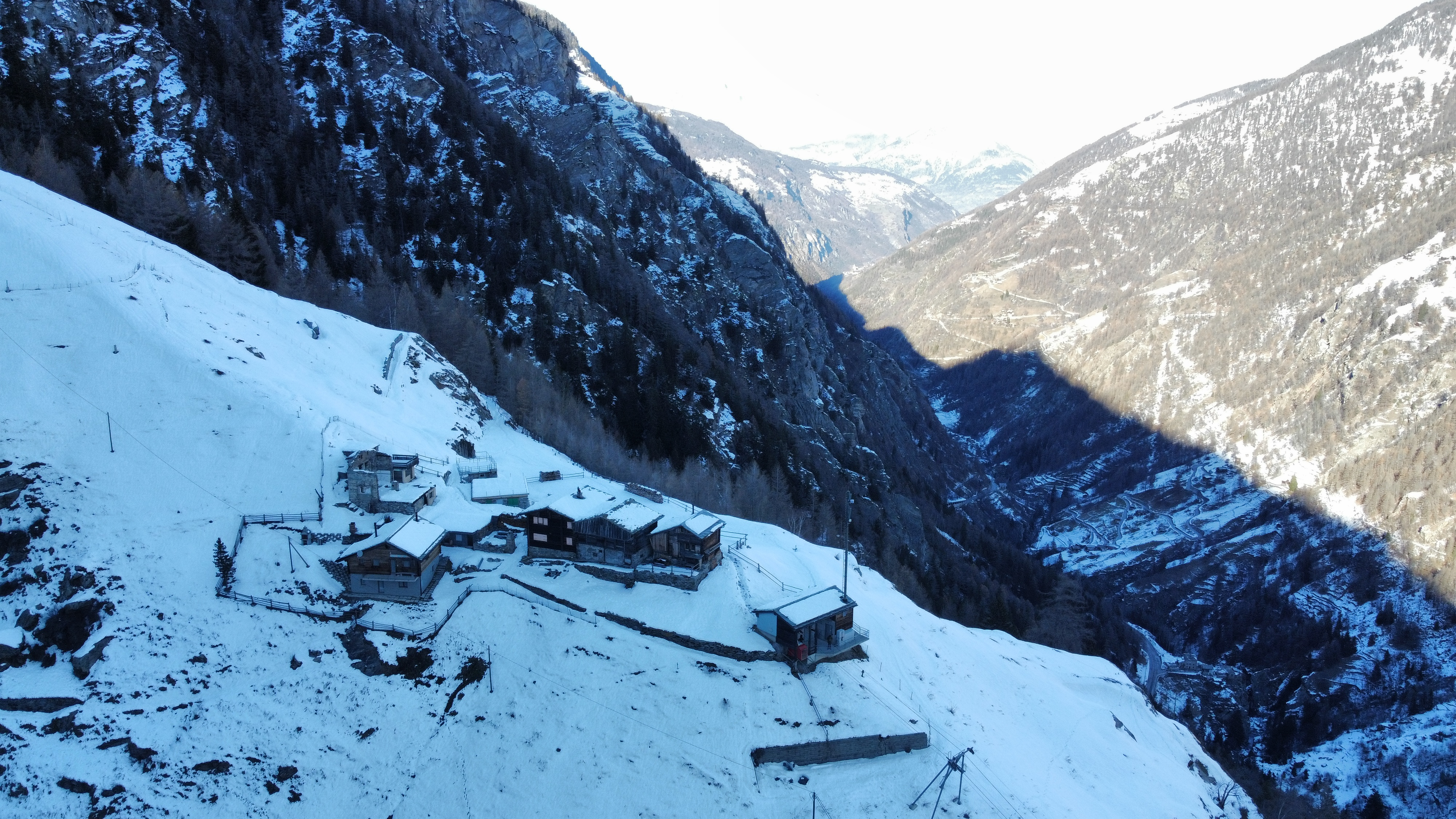
Schweiben auf 1687 m (Winter 2023)

## Gemeindewappen

Wappen

## Persönlichkeiten
- Alexander Burgener (1845–1910), der Bergführerpionier und Erstbesteiger vieler Gipfel der Alpen liegt in Eisten begraben.